# ポーランド・チェコスロバキア連合

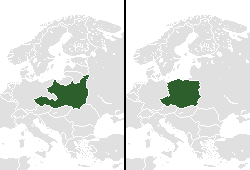
ポーランドとチェコスロバキアの領土を合わせた地図。左は戦間期、右は第二次世界大戦後の国境を基にしている。

ポーランド・チェコスロバキア連合 (ポーランド語: Konfederacja polsko-czechosłowacka)もしくはポーランド・チェコスロバキア連邦 (ポーランド語: Federacja polsko-czechosłowacka)は、第二次世界大戦中にポーランド亡命政府が提唱し、小規模ながらイギリスやアメリカでも検討された中欧の国家連合ないし連邦国家構想。提携後の国家形態を定義するには至らなかったため、この構想の最終目標を連邦国家とみる場合と国家連合とみる場合の両方の表記が存在する。ポーランドの歴史的なミェンズィモジェ構想の流れをくみ、中・東欧の統一勢力をポーランドとチェコスロバキアの提携を核に作り出そうというもので、戦略的には戦後にソビエト連邦の脅威に対抗することを見据えた計画だった。しかしチェコスロバキア亡命政府はポーランドよりもソ連を頼ろうとしたため構想に乗り気でなく、ソ連の指導者ヨシフ・スターリンが東欧の勢力圏を脅かしうる独立勢力が誕生することを望まなかったこともあり、構想は実現しなかった。

## 背景
ナチス・ドイツのポーランド侵攻後、ポーランド政府とチェコスロバキア政府はともにイギリスのロンドンで亡命政府を形成した。しかし同じ敵を相手にしているにもかかわらず、以前から領土問題を抱えていたために両者の仲はあまり良好でなかった。ポーランド亡命政府は19世紀以降ポーランドで論じられてきたミェンズィモジェ構想を復活させ、中欧と東欧のポーランド・チェコスロバキア周辺諸国を結束させ、将来のドイツやソ連の圧迫に対抗する、という案を出した。チェコスロバキア亡命政府も、暫定的ながらこの構想を支持するようになった。

## 交渉

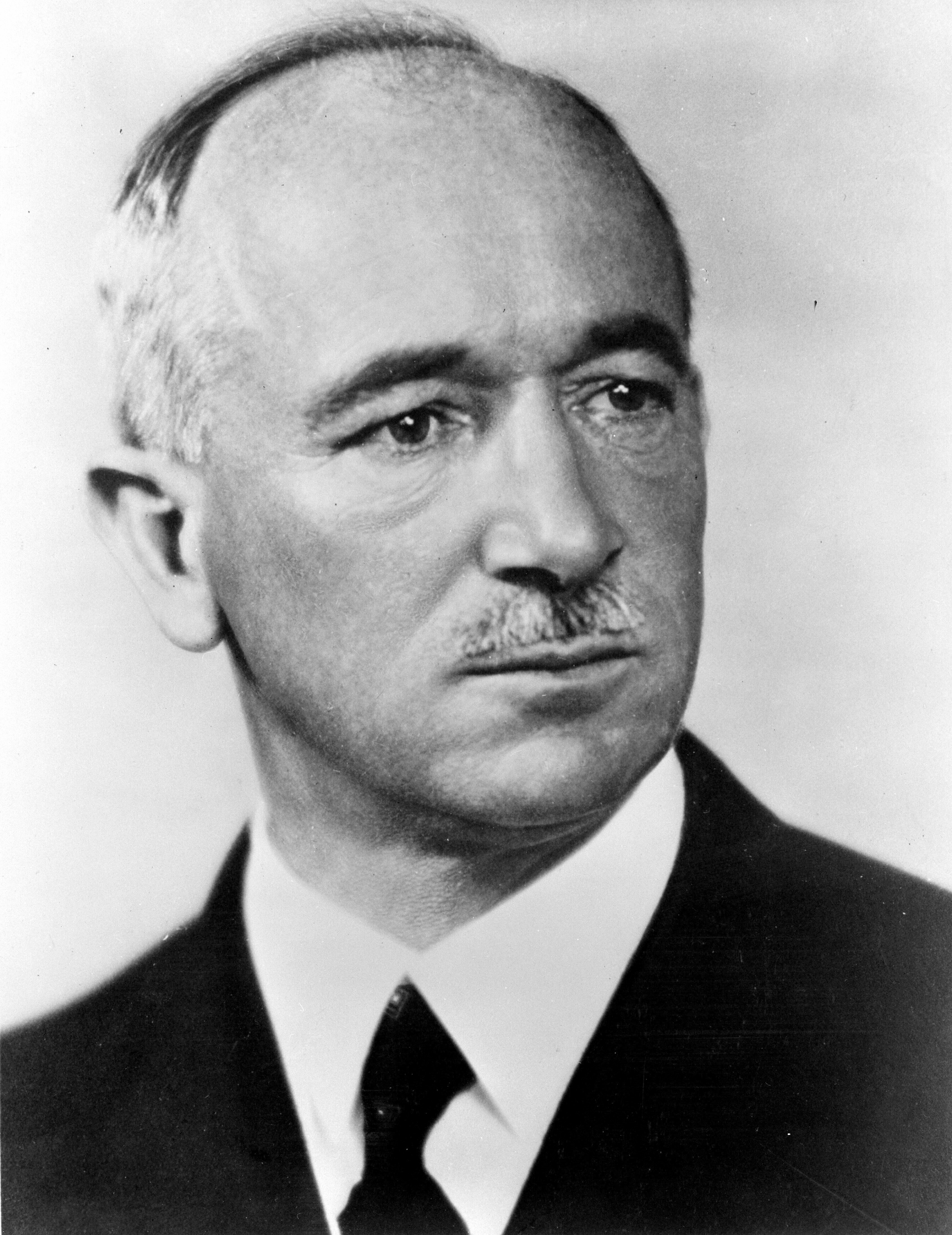
チェコスロバキア亡命政府大統領エドヴァルド・ベネシュ

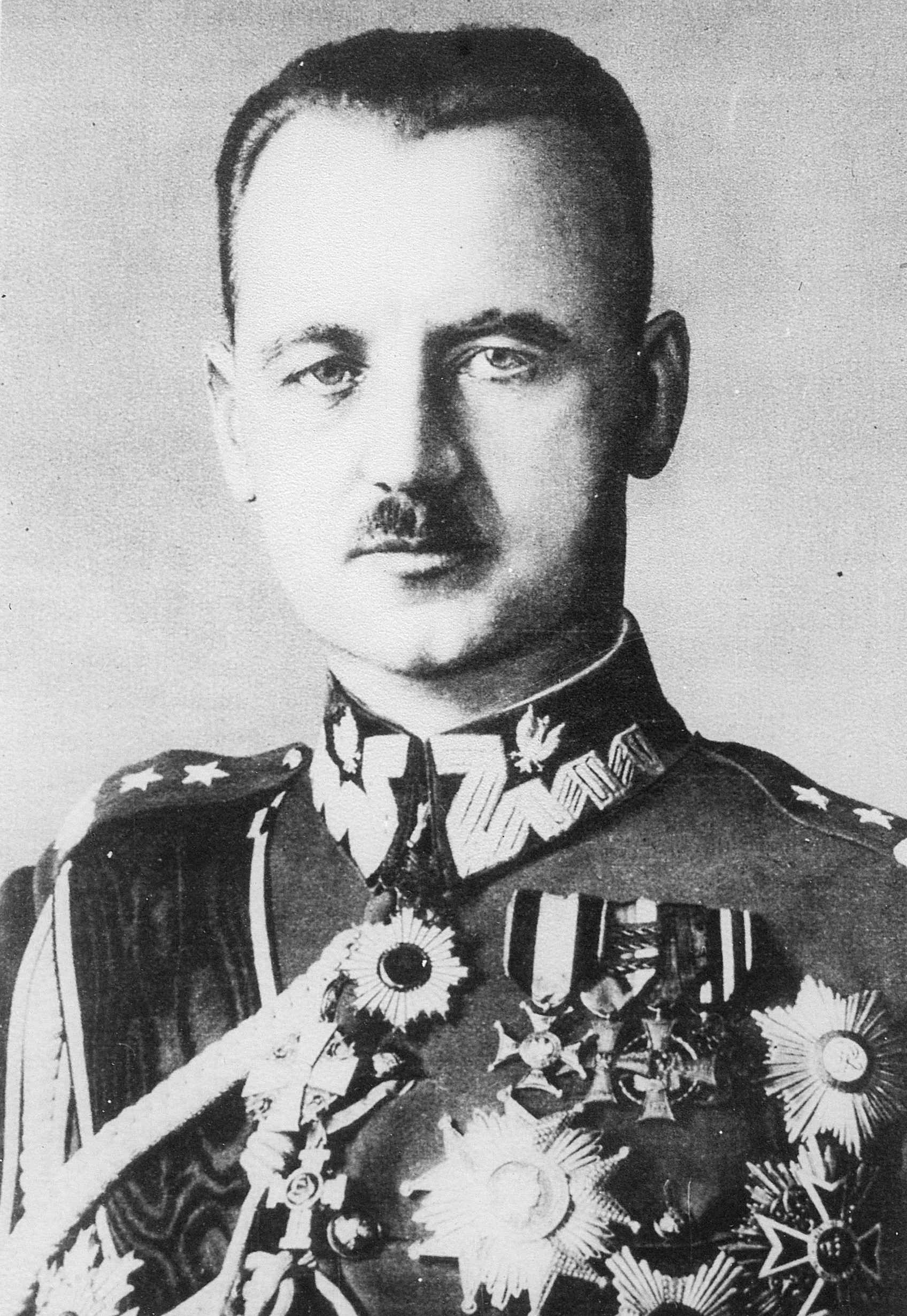
ポーランド亡命政府首相ヴワディスワフ・シコルスキ

チェコスロバキア亡命政府内の指導者のうち、ミラン・ホッジャとヤン・マサリクは連合構想を支持していた。一方で大統領エドヴァルド・ベネシュはあまり乗り気ではなかった。というのも彼の目標はミュンヘン会談の結果ポーランドに奪われたザオルジェを取り戻すことであったからである。そのため、連合構想をめぐる交渉ではザオルジェ問題が中心的な議題となった。ザオルジェ奪還を最優先と考えていたベネシュは、ちょうどポーランドに侵攻していたソビエト連邦を、ポーランドに対抗するための潜在同盟国と考えていた。彼はいくつかの小国が連合するよりも、強大なソ連と組む方がチェコスロバキアに利をもたらすと考えたのである。これとは対照的に、ポーランド亡命政府首相ヴワディスワフ・シコルスキは、戦争後のヨーロッパ秩序の中ではソ連が最大の脅威になるだろうと見ていた。
シコルスキは戦争後に強力なポーランド・チェコスロバキア連合を成立させるべくベネシュに働きかけたが、反応は鈍かった。ベネシュにとっては、1938年以前の国境線を復元するので十分だった。
しかしながら、シコルスキの案はイギリスが、後にはアメリカも支持したため、ベネシュもあからさまに拒否することは無かった。その背景には、英米がポーランド・チェコスロバキア連合やギリシャ・ユーゴスラビア連合などの中・東欧の連邦構想を後押ししていたという状況があった。ベネシュはポーランド亡命政府がチェコスロバキア亡命政府内の反対勢力と交渉し始めたり、イギリス外務省に働きかけてチェコスロバキア亡命政府自体の重要性を落とそうとし始めることを恐れたのである。ベネシュは交渉を続けはしたものの、進展を急ぐこともなかった。チェコスロバキア亡命政府は実際的な取り決めが成されぬよう、交渉を引き延ばし続けた。それでも両政府は1940年11月11日の会合で「より緊密な政治的・経済的協力」を行うという共同宣言を出すに至った。1942年1月23日には、両政府が戦争後に連邦を結成することで合意し、外交や防衛、貿易、教育、通信といった重要事項の取り決めを行った。1942年6月10日にも交渉が行われた。なお1941年1月には、交渉の進展を監督するチェコスロバキア＝ポーランド調整委員会が発足している。
初期の構想は、両国は貿易、対外政策、通貨を統一しつつも別個の政府を持つというものであった。1941年以降、ポーランド側は外交・経済政策で対等な関係を作り、特に経済面では全面的な統合を目指すという構想を推すようになった。対してベネシュは、連邦はあくまでもドイツに対する防衛共闘のためのものであり、ソ連は脅威ではなくむしろ潜在同盟国であると主張した。ベネシュらチェコスロバキア亡命政府は、会談の場からソ連に秘密文書を送り、自分たちはチェコスロバキア＝ソ連関係を最重要と考え動いていると述べるほどにソ連寄りの立場に立っていた。
ソ連は、ポーランド主導の中・東欧の連邦構想が自らの将来の勢力圏構想の支障になるものと認識した。ソ連はチェコスロバキア亡命政府に同盟と領土の保証をちらつかせつつ、これに対する圧力を強めた。1942年末から1943年初頭にかけて、ソ連は対ドイツ戦で勝利をあげ始め、その発言力が増していった。これによりチェコスロバキア亡命政府もソ連との連携をさらに強め、1942年11月12日にはソ連の許可が下りるまでポーランド亡命政府との対話を延期すると宣言し、1943年2月10日には、チェコスロバキア亡命政府の外交官フベルト・リプカがポーランド亡命政府に対し、チェコスロバキアがソ連に対抗することになりうるようなあらゆる合意は無効であると通達した。これをもって、ポーランド・チェコスロバキア連邦構想は事実上頓挫した。

## その後
まもなく、ポーランド亡命政府とソ連はカティンの森事件をめぐる対立から1943年4月26日に断交した。ベネシュはチェコスロバキアとソ連の間の同盟締結に向け舵を切った。同年、シコルスキがジブラルタル海峡で航空事故死をとげ、連合構想はほぼ消滅した。1943年12月、チェコスロバキア亡命政府とソ連はモスクワで20年間の同盟条約を、翌春には軍事提携を約する条約を結んだ。
ベネシュは1943年にアメリカを訪れた際もソ連を擁護し、ソ連がチェコスロバキアやポーランドを脅かすことはあり得ないと主張した。ベネシュはむしろポーランドと連合することで国家や国民の独立が失われることを恐れており、ソ連はそれを助ける同盟国であるという認識を持っていた。中・東欧の戦後構想をめぐる闘争は、短期的にはベネシュの勝利に終わった。しかし長期的に見れば、真の勝者はソ連だった。
戦後、チェコスロバキアはポーランドからザオルジェの大部分を取り戻した。しかしチェコスロバキアもポーランドも、1948年までにソ連の勢力圏に飲み込まれ、独立は名目的なものになってしまった。ベネシュは1948年の政変で共産主義勢力に政権を奪われて引退させられ、同年のうちに死去した。